# Boesenbergia jangarunii
Boesenbergia jangarunii là một loài thực vật có hoa trong họ Gừng. Loài này được Cowley mô tả khoa học đầu tiên năm 1998.